# Chauffour-lès-Étréchy
Chauffour-lès-Étréchy är en kommun i departementet Essonne i regionen Île-de-France i norra Frankrike. Kommunen ligger i kantonen Étréchy som tillhör arrondissementet Étampes. År 2022 hade Chauffour-lès-Étréchy 135 invånare.

## Befolkningsutveckling
Antalet invånare i kommunen Chauffour-lès-Étréchy
| Referens: INSEE |